# Spirano
Spirano ([spiˈraːno], Spirà [spiˈɾa] in dialetto bergamasco) è un comune italiano di 5 699 abitanti della provincia di Bergamo in Lombardia.
Situato nella pianura bergamasca si trova circa 12 chilometri da Bergamo.

## Storia
Recenti studi hanno appurato che i primi abitanti della zona furono alcune tribù dei Liguri, alle quali succedettero i Galli Cenomani.
Ma fu con la dominazione romana che il paese assunse una fisionomia ben definita dato che aveva sul proprio territorio un accampamento militare stabile che sfruttava la posizione strategica del borgo, posto all'intersezione tra due importanti vie.
La più importante di queste congiungeva Milano ad Aquileia, e caratterizzò la vita commerciale dell'intera zona, che ne trasse giovamento.
Tuttavia qualche secolo più tardi la stessa strada divenne percorso abituale delle orde barbariche provenienti dal nord-est dell'Europa, portando distruzione e terrore tra gli abitanti locali.
La successiva dominazione longobarda garantì una nuova tranquillità e prosperità, che continuò anche con l'avvento dei Franchi ed il Sacro Romano Impero: questi istituirono il feudalesimo, con i territori comunali posti sotto il controllo vescovile.
I secoli del medioevo videro Spirano al centro di dispute fratricide tra guelfi e ghibellini con scontri spesso dai tragici esiti, come nel 1312, quando il borgo venne saccheggiato e devastato.
In tal senso, nel corso del XIII secolo, venne costruito un castello che caratterizzò la vita del borgo per parecchio tempo: questo maniero aveva funzioni difensive e di residenza della famiglia dei Suardi, che gestì le sorti del paese per parecchi anni.
Successivamente furono esautorati a favore dei Visconti di Milano, fino a quando l'intera zona passò, nel 1428, alla Repubblica di Venezia.
La Serenissima compi numerosi interventi volti al miglioramento delle condizioni sociali e lavorative, dissodando terreni e costruendo canali per l'irrigazione. Tra questi vi era il fosso bergamasco, utilizzato soprattutto per stabilire in modo definitivo i confini territoriali dello Stato da terra di Venezia con il Ducato di Milano. Questo lambiva anche il territorio di Spirano, delimitandolo a sud.
Da allora il paese ha mantenuto una forte connotazione e tradizione rurale, con l'agricoltura e l'allevamento attività predominanti. Tuttavia in questi anni il paese, posto nelle vicinanze del confine con i territori di Milano, dovette subire scorrerie dei vicini, intenzionati a riprendersi questi territori.
Un po' di tranquillità si ebbe con l'avvento della dominazione austriaca a cui subentrò, nel 1859, il Regno d'Italia.
Nel corso del XX secolo il paese ha visto un notevole incremento demografico, ed un sostanziale cambiamento della vita lavorativa: all'agricoltura subentrarono prepotentemente l'industria ed il terziario, relegando il lavoro nei campi a parte minoritaria.

### Asperianum
Asperianum era il nome antico dell'insediamento, secondo alcune fonti potrebbe derivare da  luogo aspro, disastroso, inaccessibile, ovvero da paese degli Asperij . Il nome Asperianum è anche riportato sull'antico stemma del paese rappresentato come scolpito su pietra.
Il termine potrebbe essere di origine celtica, infatti ha caratteristiche comuni a molti nomi con forma celtica nella desinenza in ac che anticamente precedevano la maggior parte dei nomi che terminavano per -anum.
La prima attestazione documentata dell'antico nome di Spirano risale a luglio 1033 e si tratta di un atto di vendita; all'interno di questo documento, il territorio viene chiamato Asperiano. Nel marzo 1395 invece, in un documento riguardante la definizione di una porzione di confine con alcuni paesi limitrofi, appare il nome Spirano.

### Simboli
Lo stemma e il gonfalone sono stati concessi con decreto del presidente della Repubblica del 19 ottobre 1962.
Il gonfalone è un drappo partito di bianco e di azzurro.

## Monumenti e luoghi d'interesse
L'edificio religioso di maggior richiamo è la chiesa parrocchiale di San Gervasio e Protasio, di cui si hanno notizie a partire dal XIII secolo.
Ricostruita completamente nel XVII secolo e ristrutturata due secoli più tardi, presenta al proprio interno una serie di opere di pregevole fattura, tra cui spiccano una pala d'altare di Enea Salmeggia, un dipinto di Vincenzo Angelo Orelli ed una scultura intagliata di Giovan Battista Caniana.
È inoltre possibile ammirare i resti del castello dei Suardi, un tempo edificio principale del paese, di cui ora si possono ammirare parti della struttura originale.

### I Morti dell'Arca
La cappella campestre dei Morti dell'Arca è situata sul confine tra Spirano e Cologno al Serio, vicino ai Fontanili del Consacolo, e risale alla prima metà del XIX secolo.
Attorno a questa chiesetta, la tradizione popolare ha sviluppato una leggenda che narra di un'arca di pietra che in antichità era servita da sepoltura. Dopo un periodo di abbandono, l'arca venne trovata da un contadino che la portò a casa sua con l'intento di utilizzarla come abbeveratoio per le sue bestie. Tuttavia, l'arca tornò misteriosamente al luogo d'origine. Il contadino provò più volte a portare con sé l'arca ma senza risultato.
La cappella campestre venne dunque costruita a ricordo di questo avvenimento prodigioso.

### Chiesa campestre di San Rocco

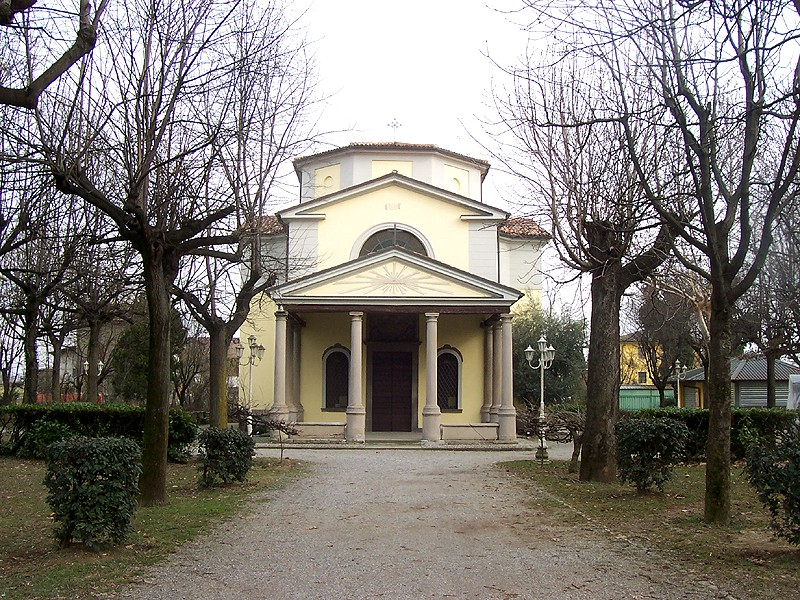
Chiesa di San Rocco

La chiesa venne costruita in seguito all'epidemia della peste che colpì duramente i cittadini del paese, le quali vittime vennero sepolte nel territorio dove attualmente sorge la chiesa.
Le prime testimonianze che si hanno della chiesa di San Rocco risalgono al 1646 in seguito alla visita pastorale del vescovo Grimani, nella quale affermava che la chiesa sarebbe dovuta rimanere chiusa per tutto l'anno eccetto durante la festività del santo, nella quale si sarebbe potuta celebrare la messa all'interno dell'edificio.
La chiesa venne nuovamente visitata nel 1659 dal vescovo di Bergamo Barbarigo che tuttavia la trovò senza alcun parametro; idea condivisa anche dal vescovo Giustiniani nel 1667.
La prima pianta dell'edificio era a forma di T e l'altare maggiore era situato al centro del transetto perpendicolare alla navata principale. Sull'altare era presente una pala raffigurante la Vergine Maria, San Rocco e San Sebastiano risalente agli anni Trenta del 600; per il resto la chiesa risultava molto spoglia, eccetto per un organo di dimensioni ridotte. Nel 1794 fu collocata una campana all'interno del campanile che riportava l'immagine di San Rocco, San Sebastiano, una crocifissione e la data A.D. 1794.
Verso la fine del 1800 una nuova epidemia, il vaiolo, colpì il territorio e la chiesa di San Rocco fu ridotta a lazzaretto.
Nel 1839 la chiesa venne restaurata. Nel 1855 iniziarono i lavori di ricostruzione che prima del 1858 vennero sospesi per qualche tempo e saranno poi conclusi nel 1867. La nuova chiesa venne costruita a croce greca con due altari: un altare maggiore e uno laterale dedicato a San Giuseppe. Nelle prime carte della nuova chiesa, non vengono rappresentati il portico e il tetto a doppio spiovente, probabilmente perché vennero costruiti successivamente.
Il terreno su cui è stata costruita la chiesa fin dagli anni Trenta del 1600 risultava di proprietà del Comune di Spirano. Tuttavia, durante una seduta consigliare del 31 maggio 1864, venne approvata la cessione gratuita dell'edificio alla Chiesa Parrocchiale di Spirano.
Attualmente la chiesa è circondata da un'ampia zona ricreativa attrezzata e dal fontanile di San Rocco immerso in fasce boscate; è inoltre meta di pellegrinaggi.

### Campo Santo
In alcune carte del 1500 viene riportata la presenza di un luogo destinato alla sepoltura dei cadaveri nei pressi della chiesa. In quest'area furono seppelliti diversi cadaveri fino agli inizi del 1800, periodo in cui, in seguito all'editto napoleonico di Saint-Cloud del 12 giugno 1804, si dispose la costruzione del Campo Santo fuori dal centro abitato. Conseguentemente, vennero applicate le denominazioni cimitero vecchio e cimitero nuovo in modo da distinguerli.
Il nuovo Campo Santo fu costruito lungo la strada che porta a Cologno al Serio. Il 29 ottobre 1809 fu benedetto dal parroco Angelo Allegreni delegato dal vescovo Paolo Dolfin e il primo cadavere fu sepolto qualche mese dopo.
Agli inizi il cimitero era semplicemente un pezzo di terreno abbastanza spoglio e recintato; solo dopo un anno dall'apertura, fu costruita la prima cappella funeraria gentilizia, quella della famiglia Adelasio.
Fin dalla sua apertura, tutti i cadaveri sono stati seppelliti nel cimitero nuovo (eccetto rare eccezioni riguardanti ecclesiastici); per questo motivo, nel 1842 fu ampliato per la prima volta.

### Il centro storico

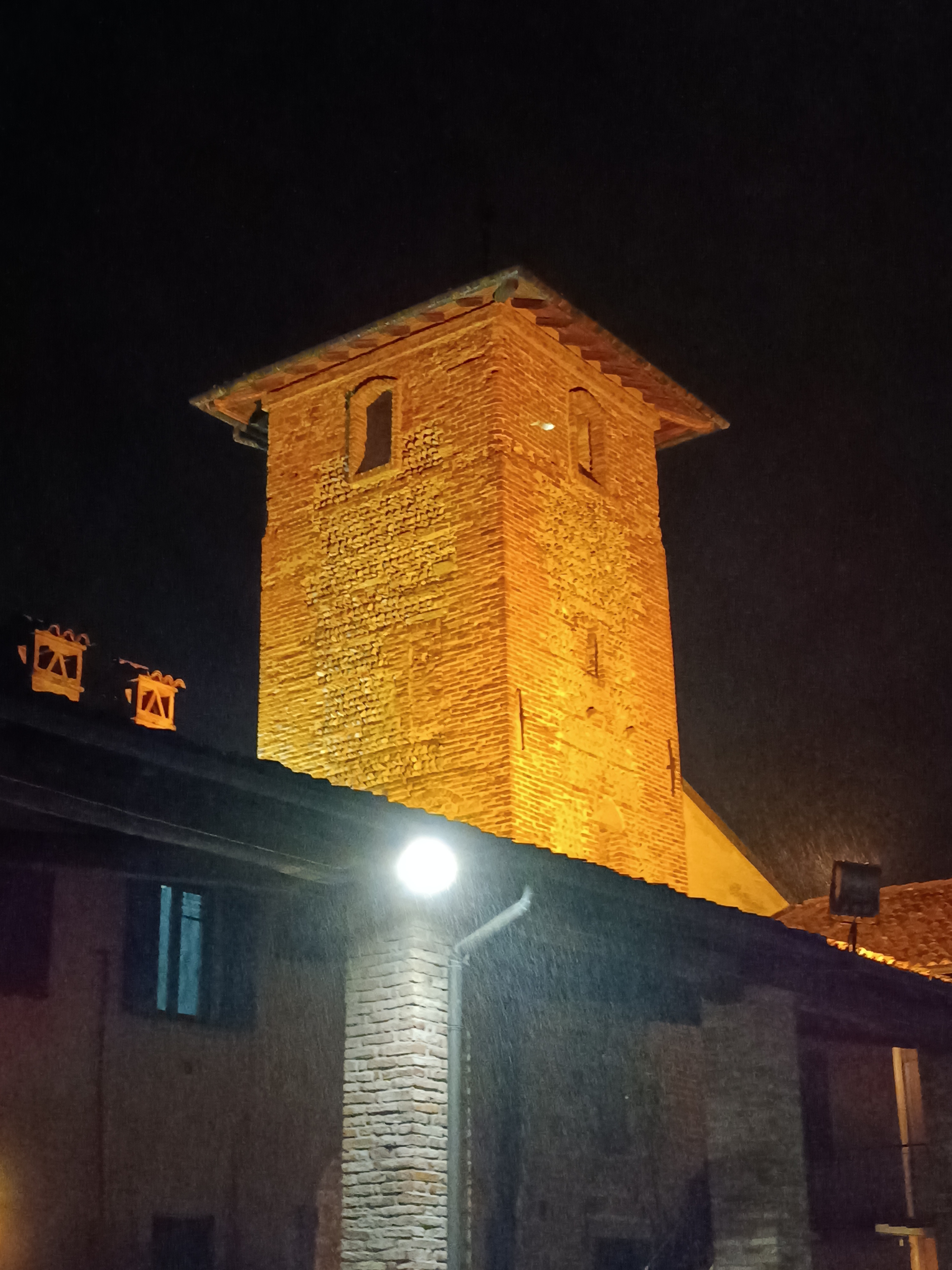
La torre di Piazza Ere

Il centro storico di Spirano è racchiuso entro la strada di circonvallazione che marca le aree dove un tempo sorgeva il fossato difensivo. Alcune testimonianze delle fortificazioni si possono trovare sparse per il paese; in Piazza Ere, ad esempio, emerge una torre quadrangolare assemblata con ciottoli che apparteneva al sistema difensivo realizzato tra il XIII e il XIV secolo e che comprendeva altre strutture più articolate tra cui il Centro Civico. In quest'ultimo è possibile osservare l'antico pozzo e un forno, situati lungo il lato sud della struttura che ospitava la vecchia biblioteca comunale.
Il Centro Civico confina con un'altra importante struttura, ovvero lo Stallazzo il quale è composto da una corte circondata da strutture che un tempo ospitavano le stalle e le dimore dei coloni della MIA (Misericordia Maggiore di Bergamo) mentre attualmente è adibito a edilizia residenziale pubblica.
Le strutture più antiche dello Stallazzo risalgono al XIV secolo. Nel XVII secolo ha raggiunto le dimensioni attuali ma in seguito ad un incendio nel XIX secolo, la struttura è stata risistemata e gli spazi sono stati riorganizzati. Lo Stallazzo è stato poi interamente ristrutturato nel 2003 diventando sede di edilizia residenziale pubblica.

### Chiesa della Madonna del Carmine
Prima del 1813, la chiesa della Madonna del Carmine era conosciuta come la cappella cimiteriale di San Fermo e San Pantaleone.
Dopo il cambio nome ci si limitò a conservare l'edificio nelle migliori condizioni possibili; tuttavia nel 1868 lo stato di conservazione della chiesa diventò preoccupante e per questo motivo lo stesso anno iniziarono i lavori di restauro.
Dopo circa dieci anni di abbandono, nel 1988 iniziarono i lavori per il risanamento e il restauro della parte esterna dell'edificio, che si conclusero l'anno successivo.

## Società

### Feste e tradizioni
- Spirangeles[10][11]

### Evoluzione demografica
Abitanti censiti

### Istituzioni, enti e associazioni
Dal 2021 è sede della a.s.d. Scacchistica Bassa Bergamasca.

## Amministrazione
| Periodo | Periodo  | Primo cittadino               | Partito                                                     | Carica  | Note |
| ------- | -------- | ----------------------------- | ----------------------------------------------------------- | ------- | ---- |
| 1995    | 1999     | Pietro Zanotti                | Lista Civica                                                | Sindaco |      |
| 1999    | 2004     | Emilio Nozza Bielli           | Lista Civica                                                | Sindaco |      |
| 2004    | 2009     | Gabriella Previtali           | Lista Civica                                                | Sindaco |      |
| 2009    | 2014     | Giovanni Francesco Malanchini | Lega Nord                                                   | Sindaco |      |
| 2014    | 2019     | Giovanni Francesco Malanchini | Lega Nord                                                   | Sindaco |      |
| 2019    | in corso | Yuri Grasselli                | Yuri Sindaco di Spirano - Lega Lombarda per Salvini Premier | Sindaco |      |

Fonte: